# Perissus magdalenae
Perissus magdalenae är en skalbaggsart som beskrevs av Holzschuh 1990. Perissus magdalenae ingår i släktet Perissus och familjen långhorningar.
Artens utbredningsområde är Nepal. Inga underarter finns listade i Catalogue of Life.